# Damoetas
Damoetas Peckham & Peckham, 1886 è un genere di ragni appartenente alla famiglia Salticidae.

## Distribuzione
L'unica specie oggi nota di questo genere è diffusa nelle regioni australiane del Queensland e del Nuovo Galles del Sud.

## Tassonomia
A dicembre 2010, si compone di una sola specie:
- Damoetas nitidus (L. Koch, 1880)[2] — Queensland, Nuovo Galles del Sud

### Specie trasferite
- Damoetas christae Prószynski, 2001; gli esemplari, rinvenuti nel Borneo, sono stati trasferiti al genere Myrmarachne MacLeay, 1839 con la denominazione di Myrmarachne christae (Prószynski, 2001) a seguito di uno studio degli aracnologi Edwards & Benjamin del 2009[1].
- Damoetas galianoae Prószynski, 2001; gli esemplari, rinvenuti nel Borneo, sono stati trasferiti al genere Myrmarachne MacLeay, 1839 con la denominazione provvisoria di Myrmarachne galianoae (Prószynski, 2001); a seguito di uno studio degli aracnologi Edwards & Benjamin del 2009, ne è stata ravvisata l'omonimia con Myrmarachne galianoae Cutler, 1981, e quindi questi esemplari sono stati ridenominati come Myrmarachne mariaelenae Edwards & Benjamin, 2009[1].